# Louis Blom-Cooper
Sir Louis Jacques Blom-Cooper (Londres, 27 de marzo de 1926 - 19 de septiembre de 2018) fue un autor y abogado inglés, conocido por ser uno de los fundadores de Amnistía Internacional.

## Primeros años

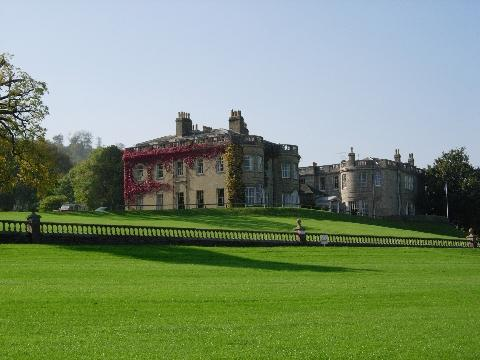
Colegio Seaford

Sus padres fueron el tendero Alfred Blom-Cooper y Ellen Flesseman. Su familia era judía. Prestó servicio nacional en el Regimiento de East Yorkshire de 1944 a 1947. Estudió en Port Regis School, Seaford College, Universidad de Columbia Británica, King's College de Londres (1952), la Universidad de Ámsterdam y en el Fitzwilliam College, Cambridge. Ingresó en el Colegio de Abogados de Middle Temple en 1952.

## Carrera profesional
Fue profesor de la Universidad de Londres de 1962 a 1984. Antes fue columnista de The Observer. Presidente de la Comisión de la Ley de Salud Mental de 1987 a 1994 y juez del Tribunal de Apelaciones de Jersey y de Guernsey de 1988 a 1996.
Presidió más de una docena de investigaciones, incluido el escándalo Guns for Antigua y las investigaciones de Jasmine Beckford y del Hospital Ashworth . Ejerció como juez adjunto del Tribunal Superior en casos de vivienda y revisión judicial hasta 1996.
Es conocido su trabajo regulatorio como presidente del Consejo de Prensa (ahora Comisión de Quejas de Prensa) y más tarde como presidente fundador del regulador de telefonía de tarifa premium, ICSTIS, más tarde PhonepayPlus y ahora la Autoridad de Servicios de Teléfono Pago .
En 1992 fue designado por el Secretario de Estado para Irlanda del Norte como el primer Comisionado Independiente para los Centros de Detención. Desempeñó este cargo hasta abril de 1999. Se le concedió el título de Abogado de Irlanda del Norte. También fue asesor de la Investigación Saville, actuando en representación de la Asociación por los derechos civiles de Irlanda del Norte .

### El asesinato de A6, Regina contra James Hanratty
En 1963 argumentó que James Hanratty era probablemente culpable.  En 2002, pruebas modernas de ADN del cadáver exhumado de Hanratty convencieron a los jueces del Tribunal de Apelaciones de que su culpabilidad estaba probada.

### Hunter & Callaghan contra Duckworth & Company y Blom-Cooper
El libro The Birmingham Six and Other Cases de 1997 analiza errores judiciales. Esto dio lugar a una demanda por difamación sin éxito en los tribunales irlandeses por parte de Gerry Hunter y Hugh Callaghan.
Inicialmente Blom-Cooper argumentó que la publicación del libro en Irlanda estaba fuera de su control. Cuando esto fracasó, se basó en el artículo 10 del Convenio Europeo de Derechos Humanos (el derecho a la libertad de expresión) y en la recién formulada defensa del privilegio calificado (siempre que se siguieran las buenas prácticas, era aceptable equivocarse). Anteriormente, cualquier inexactitud habría acarreado una sanción económica. A pesar de ello, el abogado Gareth Peirce acusó a Blom-Cooper de "investigación de mala calidad" y "absurdo total" con respecto al libro.

## Activista
Blom-Cooper participó en la fundación de Amnistía Internacional en 1961, apoyando la idea de Peter Benenson de solicitar una amnistía para los presos políticos. Fue por sugerencia de Blom-Cooper que Benenson escribió a David Astor, propietario del Observer, para publicitar la campaña.
También fue patrocinador de Prisoners Abroad, una organización que apoya a los británicos detenidos en el extranjero, y fideicomisario de la Liga Howard para la Reforma Penal .

## Clubs
Fue miembro del Athenaeum Club.

## Publicaciones
- La quiebra en el derecho internacional privado (1955)
- El derecho como literatura: una antología de grandes escritos sobre el derecho (1961) (como editor)
- El asesinato de A6, Regina contra James Hanratty: La apariencia de la verdad (1963)
- El lenguaje del derecho: Antología de prosa jurídica (1965)
- La cuestión pendiente: ensayos sobre la pena de muerte (1969)
- Derecho y moral (1976)
- El caso de Jason Mitchell: Informe del grupo de investigación independiente, editado por Louis Blom-Cooper
- Terapia ocupacional: una profesión emergente en el ámbito de la salud (1989)
- La sombra que cae: la atención de salud mental de un paciente, 1978-1993 (1995) coeditoras Elaine Murphy ; Helen Hally
- Los seis de Birmingham y otros casos (1997) (ISBN 0-7156-2813-5 )
- El derecho y el espíritu de investigación : Ensayos en honor a Sir Louis Blom-Cooper QC (1999) coeditores Charles Blake, Gavin Drewry
- Con premeditación: un estudio sobre el delito y el castigo por homicidio
- El Tribunal de Apelaciones (2007) coeditores Suzanne Fullbrook; Charles Blake
- La pena de prisión: por qué el 60 por ciento de la población carcelaria no debería estar allí (2008),ISBN 1-84706-153-2
- El poder de la persuasión: ensayos de un abogado de gran prestigio (2015)
- Consultas públicas: Ruta equivocada en el Domingo Sangriento (2017)
- Veredicto sin fundamento: el jurado no ha decidido (2019)